# Thomas Eichelbaum
Sir Johann Thomas Eichelbaum G.B.E. (* 17. Mai 1931 in Königsberg, Deutsches Reich; † 31. Oktober 2018 in Auckland, Neuseeland) war ein deutsch-gebürtiger neuseeländischer Jurist. Er war Richter am High Court of New Zealand (oberstes Zivil- und Strafgericht) und von 1989 bis 1999 Chief Justice (oberster Richter) des Gerichts und von November 2004 bis Mai 2006 Acting Judge (geschäftsführender Richter) des Supreme Court of New Zealand (oberstes Gericht und letzte Berufungsinstanz).

## Leben
Thomas Eichelbaums jüdische Eltern flohen 1938 vor der Judenverfolgung durch die Nazis und emigrierten nach Neuseeland, wo sich die Familie in Wellington niederließ. Eichelbaum besuchte die Hutt Valley High School und nach seinem Abschluss das Victoria University College in Wellington, wo er 1954 mit einem Bachelor of Laws abschloss.
Eichelbaum heiratete und hatte drei Söhne.

## Karriere als Jurist
Eichelbaum arbeitete zunächst von 1950 bis 1958 in der Rechtsanwaltskanzlei Chapman Tripp & Co., seit 1953  als Solicitor, als Anwalt vor unteren Gerichten, und seit 1954 als Barrister, als Anwalt, der auch zu höheren Gerichten zugelassen war. 1958 wurde er Partner der Kanzlei und 1968 übernahm er die Führung in der Kanzlei in Sachen Strafverfahren. 1978 machte er sich als Barrister selbstständig und wurde noch im selben Jahr zum Queen's Counsel (Kronanwalt) berufen.
Während seiner Selbstständigkeit, die er bis 1978 behielt, war er in den verschiedensten Institutionen aktiv als:
- 1968–1975: Member of Council, Wellington District Law Society
- 1970: Präsident der Medico-Legal Society of Wellington
- 1973–1979: Lecturer in Civil Procedure, Victoria University
- 1973–1979: Assessor for New Zealand in Commercial Law
- 1973–1979: Member of the panel of Supreme Court prosecutors in Wellington
- 1973–1979: Legal Assessor, Medical Council of New Zealand
- 1973–1979: Member of Disciplinary Committee, New Zealand Law Society
- 1976–1982: Member of the Council and Executive Committee, New Zealand Law Society
- 1976–1979: Stellv. Präsident der New Zealand Law Society
- 1980–1982: Präsident der New Zealand Law Society[4]

## Karriere als Richter
1982 wurde Eichelbaum als Richter in den High Court of New Zealand berufen und wurde 1989 zum Chief Justice des Gerichtes ernannt, ein Amt, das er bis zu seiner Pensionierung im Jahr 1999 wahrnahm. Im November 2004 ließ sich Eichelbaum, nun schon 73-jährig, das Amt des Acting Judge (geschäftsführender Richter) des Supreme Court of New Zealand antragen, das er bis zum Mai 2006 übernahm.
Während seines Amtes als Richter war Eichelbaum gleichzeitig:
- 1969–1980: Mitglied des Rules Committee des High Court
- 1983–1999: Mitglied des Rules Committee des High Court
- 1985: Mitglied der Working Party into the role and efficiency of the High Court
- 1987–1988: Repräsentant der New Zealand Judiciary in dem Australian Institute of Judicial Administration
- 1989–1999: Deputy Chairman (stellvertretender Vorsitzender) im Courts Consultative Committee
- 1989–1999: Chairman (Vorsitzender) im Criminal Practice Committee from inception

## Ehrungen
- 1989: Knight Grand Cross of the British Empire (GBE)
- 1989: Mitglied des Privy Council
- 1998: Honorary Doctorate of Laws (Ehrendoktor des Rechts), Victoria University of Wellington;

ferner wurde er
- zum Honorary Bencher am Lincoln’s Inn,
- zum Honorary Member der American Bar Association und
- zum Honorary Member der International Academy of Trial Lawyers ernannt.